# 石崎奉燈祭
石崎奉燈祭（いっさきほうとうまつり）は、石川県七尾市石崎町で毎年8月第1土曜日に開催されるキリコ祭りで、石崎八幡神社の奉納祭（祭礼）。青柏祭、お熊甲祭、能登島向田の火祭とともに七尾四大祭の一つとなっている。前日の金曜日には前夜祭が行なわれる。なお、開催される地区は「いしざき（石崎）」だが、祭礼名称は「いっさき」と呼ばれる。

## 概要
能登では各地で多くのキリコ祭りが行われているが、もともとは京都の祇園祭の流れを汲むものであり、石崎地区でも古くは祇園系の山車を出していた。しかし石崎八幡神社の納涼祭（お涼み）で何度も火事に見舞われ、1889年（明治22年）に奥能登宇出津より古いキリコを、網すき（網大工）の口添えで譲り受け、火を恐れ、鎮める神事である奉燈祭として替わって始められたもので、約100人もの海の男たちが高さ13～15m、重さ約2tの大奉燈を担ぎ上げ、賑やかな笛や太鼓、鉦の音に合せ、男達が「サッカサイ、サカサッサイ、イヤサカサー」の威勢の良い掛け声をあげながら、漁師町の狭い路地を家の軒をかすめるように担ぎ回し乱舞する。夕刻には神輿お旅所である堂前広場で大漁祈願神事が、その前後に大奉燈の乱舞競演が行われる。夜には奉燈に灯がともり幻想的な雰囲気の中花火が打ち上げられ、狭い路地を進む大奉燈の乱舞競演が深夜まで続く。1995年（平成7年）までは京都祇園社の例祭日である旧暦6月15日に行われていた。
1997年（平成9年）12月4日に能登一円のキリコ祭りが、国の「記録作成等の措置を講ずべき無形の民俗文化財」に選択されているが、その中の1つである。また2015年（平成27年）4月24日には、「灯り舞う半島 能登 〜熱狂のキリコ祭り〜」の中の1つとして日本遺産に認定された。
七尾祇園祭が行われる地区とは協力関係があり、それぞれの祭礼に担ぎ手の貸し借りを行っている。

## 奉燈（キリコ）
7地区がそれぞれ大・小の奉燈（キリコ）を出す。奉燈の正面には縁起のよい漢字3文字を縦に墨字で、裏には勇壮な武者絵が描かれている。奉燈には車輪はなく、人が担いで移動する奉燈としては最大である（車輪が付いた最大の奉燈は、寺家キリコ祭りの高さ16.5m、重さ約４t）。夜にはこれらに灯がともり浮かびあがる。なお武者絵は時々変更される。囃し方は太鼓、横笛、鉦を使用するが、横笛、鉦を担当するのは子供達であり、奉燈の根元にある台に乗り音頭をとる。
奉燈の運行は太鼓、鉦、笛、によって統制され、太鼓と鉦が打たれるとそれに合わせ「サー、イヤサカサ」と担ぎ手の若衆からの掛け声と共に担ぎあげ、続いて囃しに合わせ「サッカサイ、サカサッサイ、イヤサカサー」の威勢の良い掛け声をあげながら進む。
大奉燈 7基
- 高さ 13～15m、幅 約2.5m、長さ 約9m（担ぎ棒間）、重さ 約2t

小奉燈 7基

### 奉燈（キリコ）を出す町
本祭では西3区を除く6基の大奉燈（キリコ）が担ぎ出される。各地区の若衆は、ねじり鉢巻に揃いの法被にさらしを巻き、各地区ごとに色（カラー）が決まっているパンツをはき、足には地下足袋を履く。また囃し方の子供達は花編み笠に派手な浴衣に襷掛け姿である。

#### 東1区（旧呼称 前場出、小阪出）
- チームカラー　緑
- 文字　魚満浦
- 令和元年に大奉燈を新調している

#### 東2区（旧呼称 十七軒町）
- チームカラー　黄
- 文字　満年楽・福無極

#### 東3区（旧呼称 左近殿山町、寺町）
- チームカラー　赤
- 文字　志欲静

#### 東4区（旧呼称 三四郎山町）
- チームカラー　青
- 文字　智仁勇・翔龍舞

#### 西1区（旧呼称 白崎、白鷺）
- チームカラー　白
- 文字　襲銀鱗・群魚舞・銀鱗飛躍

#### 西2区（旧呼称 中田浦町、中町）
- チームカラー　桃
- 文字　満祥雲・満銀燭

#### 西3区
- チームカラー　紫
- 文字　慶雲飛
  - 昔は海だった場所に出来た地区のため旧呼称はない。
  - 1985年（昭和60年）に他地区から大・小奉燈を譲り受けた。本祭には、小奉燈を1998年（平成10年）より担ぎ出し参加するが、大奉燈は出しておらず、金曜日の前夜祭に和倉温泉駅前ロータリーにて担ぎ出している。

## 事故
2001年（平成13年）8月、見物中だった22歳女性が奉燈と民家の壁に頭部を挟まれて死亡する事故があった。
その後、事故防止について七尾市及び警察当局より石崎奉燈祭奉賛会に対して注意喚起がなされているものの、観光推進による見物客の増加といった要因もあり実効的な事故防止対策はほとんどとられていない。

## 奉燈の遠征
1970年（昭和45年）7月1日から大阪万博で行われた「日本のまつり」で東四区と西二区の大奉燈が担ぎ回しを披露した
2015年（平成27年）1月9日から18日まで東京ドームで行われた「ふるさと祭り東京2015」で、1月16日から18日の3日間にわたり、東4区と西1区の大奉燈2基の展示および担ぎ回しを披露した。

## 石崎奉燈祭を紹介する施設
- 和倉温泉お祭り会館 – 七尾市和倉町（和倉温泉街）にある、石崎奉燈祭を含む、七尾市の代表的な4つの祭りの山車等を展示し紹介する施設（山車会館）。実寸大の奉燈を展示している。

- 輪島キリコ会館 – 輪島市マリンタウンにある能登地方のキリコを多数展示し、キリコ祭りを紹介する施設（山車会館）。石崎奉燈祭の奉燈も展示している。